# Адам Ричковський
Адам Ричковський (пол. Adam Ryczkowski, нар. 30 квітня 1997, Венґрув, Польща) — польський футболіст, півзахисник футбольної команди «Лєгія» що нині виступає в польській Екстраклясі.